# Aneirin
Aneirin lub Neirin - wczesnośredniowieczny poeta pochodzenia brytońskiego (walijskiego). Uważany za barda lub poetę nadwornego w jednym z kumbryjskich królestw Starej Północy (Hen Ogledd), prawdopodobnie Gododin w Edynburgu. Od XVII wieku jego imię często zapisywano błędnie jako Aneurin.

## Życiorys
Według niektórych źródeł Aneirin był synem Caunusa, (Cawa), oraz bratem św. Gildasa. Ta wersja jego życiorysu podaje jako miejsce jego urodzenia Dumbarton nad rzeką Clyde. Niektórzy badacze dyskutując pochodzenie Aneirina dochodzą do wniosku, iż owe źródła zostały spisane później, podając błędne informacje. Pomijając kwestię ojcostwa, Aneirin wspomina swoją matkę Dwywei w poemacie Y Gododdin. Może nią być ta sama kobieta, która, jak podają starowalijskie rodowody, poślubiła króla Dunoda, uważanego za władcę zachodniego Yorkshire. Aneirin może być również spokrewniony z innym brytońskim poetą, Cianem Gwenith Gwawdem.
Mecenasami Aneirina byli Urien i jego syn Owain. Owain poległ w bitwie pod Catraeth, gdzie brytońscy wojownicy z królestwa Gododin walczyli z Anglami z Deiry oraz Bernicii. Większość Brytonów poległa, a ich ziemie dołączono do anglosaskich królestw. Po tej bitwie Aneirin skomponował Y Gododdin na pamiątkę swych poległych mecenasów oraz ich rycerzy. 
Przyjmuje się, że po upadku Owaina Aneirina zamordował nieznany z imienia walijski rycerz, którego poeta obraził w swym poemacie Y Gododdin, wypominając mu, że nie przybył Owainowi na pomoc.

## Recepcja twórczości
W Triadach Walijskich Aneirina opisano jako "księcia bardów" a także autora "płynnych wierszy" (ang. "of flowing verse"). Nenniusz wymienia go pośród najwcześniejszych poetów walijskich (Cynfeirdd), jako współczesnego Talhaearnowi, Taliesinowi, Bluchbarddowi oraz Cianowi. Odniesienia do Aneirina można znaleźć w twórczości walijskich "Poetów Książęcych", lecz jego sława zmniejszyła się w późnym średniowieczu, dopóki antykwariusze z czasów Tudorów nie zainteresowali się ponownie walijską tożsamością. Obecnie twórczość Aneirina jest wciąż wysoko ceniona, chociaż kwestia tożsamości autora wymaga osobnego omówienia.

## Twórczość
Dzieła przypisywane Aneirinowi zachowały się w manuskrypcie zwanym Księgą Aneirina (wal. Llyfr Aneirin, schyłek XIII w.). Język częściowo zmodernizowano do średniowalijskiego, lecz fragmenty w starowalijskim wskazują na to, iż przynajmniej część wierszy pochodzi z czasów zbliżonych Aneirinowi, dlatego rzeczywiście można przypisać mu ich autorstwo. Możliwe, że dzieła te przetrwały dzięki ustnym przekazom, zanim po raz pierwszy je zapisano, co mogło mieć miejsce w IX w. 
Najlepiej znane z dzieł Aneirina, Y Gododdin, to cykl elegii dla wojowników północnego brytońskiego królestwa Gododdin, którzy polegli około 600 roku w bitwie pod Catraeth, (prawdopodobnie Catterick w północnym Yorkshire), gdzie walczyli z Anglami z Deiry i Bernicii. Utwór ten jest pełen wersów trudnych w odbiorze, w efekcie czego jego interpretacje różnią się. Jedna ze strof zawiera wzmiankę, która może być najwcześniejszym odniesieniem do Artura, z którym autor porównuje jednego z poległych wojowników, jako niedoścignionego wzoru męstwa. Jednak ta identyfikacja postaci oparta jest jedynie na przypuszczeniach. Analiza poematu może wskazywać, że Aneirin brał udział w bitwie i został uwięziony, dzięki czemu został jednym z zaledwie czterech (lub dwóch) ocalałych Brytonów. Pozostał w niewoli, dopóki Ceneu ap Llywarch Hen nie zapłacił za niego okupu.